# Рефиа-султан (дочь Абдул-Меджида I)
Рефиа́-султа́н (тур. Refia Sultan; январь/февраль 1842 года, Стамбул — 1879/4 января 1880 года, там же) — дочь османского султана Абдул-Меджида I от его четвёртой жены Гюльджемаль Кадын-эфенди. Рефиа была выдана замуж за Мехмеда Эдхема-пашу, сына адмирала Мехмеда Али-паши. Брак был несчастливым и бездетным.

## Биография

### Происхождение и ранние годы

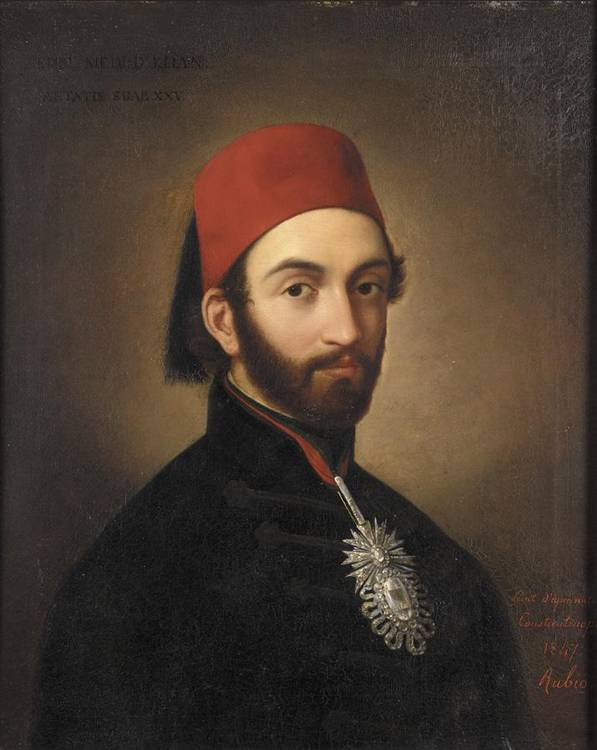
Отец Рефии Абдул-Меджид I в молодости. Портрет кисти Луиджи Рубио, около 1848

Рефиа-султан родилась во дворце Бешикташ в Стамбуле, по разным данным, 8 января, 3 февраля либо 7 февраля 1842 года в семье османского султана Абдул-Меджида I и его четвёртой жены Гюльджемаль Кадын-эфенди. Рефиа стала второй дочерью Абдул-Меджида, пережившей младенчество, и второй дочерью султана от Гюльджемаль: помимо Рефии в семье была старшая дочь Фатьма и младший сын Мехмед Решад, ставший впоследствии султаном под именем Мехмеда V; кроме того, полнородными сёстрами Рефии могли быть Хатидже и Рукие, умершие в младенчестве. Помимо этого, у девочки было более 35 единокровных братьев и сестёр.
Мать Рефии Гюльджемаль Кадын-эфенди заболела туберкулёзом, когда дочери было шесть лет; Гюльджемаль умерла в 1851 году, а сама Рефиа вместе с её братом Мехмедом и сестрой Фатьмой были отданы под опеку бездетной главной жене Абдул-Меджида I Серветсезе Кадын-эфенди.

### Образование и характер
20 сентября 1847 года после церемонии благословения бед-и бесмеле (тур. bed-i besmele) в Хайдарпаше пятилетняя Рефиа с братьями Мехмедом Мурадом и Абдул-Хамидом и сёстрами Джемиле и Фатьмой приступила к получению образования, начинавшегося с изучения Корана. На занятиях дети султана приходили одетыми в школьную форму и с сумой для Корана, усыпанной бриллиантами. Помимо классических уроков, таких как изучение Корана, религиозных основ и обрядов, каллиграфии, декламации, истории династии Османов, арабского языка и фарси, она также брала уроки французского языка и западной музыки, в частности — игры на фортепиано, которой девочку обучала итальянка Тереза Романо. Образование Рефии длилось 10 лет и было завершено в 1857 году, когда она была выдана замуж.
Согласно турецкому историк Чагатаю Улучаю, Рефиа не была красива, но была весьма образованной и умной султаншей. По мнению турецкого историка Недждета Сакаоглу, она любила учиться и читать и, как вспоминал султан Мехмед V Решад, была чрезвычайно умна. При этом, Сакаоглу, ссылаясь на письма Рефии к единокровной сестре Бехидже, писал, что Рефиа была очень наивна, а её внутренний мир был далёк от реалий того времени.

### Брак
В 1854 году двенадцатилетняя Рефиа была обручена с Махмудом Эдхем-беем — сыном Мехмеда Али-паши от первого брака и пасынком Адиле-султан, тётки Рефии. Абдул-Меджид I пожаловал жениху дочери, который был старше Рефии на 10—12 лет, титул паши, а после свадьбы назначил его визирем и членом парламента. В это же время была выдана замуж за Али Галиб-бея, сына великого визиря Мустафы Решида-паши, старшая сестра Рефии Фатьма-султан. Кандидатуры обоих женихов были выбраны с учётом мнения государственных деятелей, поскольку в период Танзимата султан нуждался в поддержке государственных деятелей, принимавших активное участие в проведении реформ.
Религиозная церемония была проведена в покоях Хырка-и Саадет (комната священных реликвий) дворца Топкапы 20 июля 1857 года — согласно традициям, произошло это в час, определённый главным астрологом как благоприятный. Пышная дворцовая свадьба началась на следующий день. Османская композитор и поэтесса Лейла Саз, в этот период пребывавшая при дворе, писала, что для проживания молодожёнам был выделен дворец Дефтердарбурну в Ортакёе, куда после всех церемоний Рефиа прибыла с кортежем в карете, запряжённой четырьмя лошадьми; Махмуд Эдхем помог супруге сесть в карету и выйти из неё по прибытии, но сам ехал в другом экипаже; во дворце в Ортакёе молодожёнов встречал оркестр, игравший имперские гимны.
Брак Рефии не был счастливым, о чём она жаловалась в письмах единокровной сестре Бехидже. Турецкий историк и писатель Нахид Сырры Орик писал, что супруги были противоположны друг другу — насколько Махмуд Эдхем-паша был лживым бабником, насколько же чистой была Рефиа-султан. Развлекаться с женщинами султанский зять предпочитал в городе за пределами дворца, кроме того он тратил денег больше, чем зарабатывал, и изводил домашних странными поступками. Рефиа в попытке примириться с несчастливым браком и возникшими в то же время проблемами со здоровьем стала вести расточительный образ жизни, что выводило из себя её отца. Ахмед Джевдет-паша писал в «Тезахире», что Абдул-Меджид однажды предупредил своих дочерей через Мюнире-султан, чтобы они пришли в себя, и в то же время приказал арестовать кетхюду Рефии Эшрефа-эфенди. 27 июля 1858 года султан на встрече с великим визирем Али-пашой и адмиралом Мехмедом Али-пашой (тестем Рефии) поднял вопрос об очень большом долге дочери. Когда Абдул-Меджид спросил свата, знал ли он о долгах Рефии, Мехмед Али ответил, что ему ничего не было известно; султан не поверил адмиралу, поскольку кетхюда Рефии был ставленником её тестя, а сам Абдул-Меджид считал, что Мехмед Али имел непосредственное отношение к долгам султанской дочери, хотя адмирал и убеждал свата в обратном.
Сакаоглу писал, что брак оставался бездетным, однако османист Энтони Олдерсон без указания подробностей писал, что дети у Рефии были.

### Последние годы и смерть
В 1861 году, когда Рефие было 19 лет, умер её отец и на троне оказался его единокровный брат Абдул-Азиз, который был свергнут в 1876 году. Об этом периоде жизни Рефии данных нет, однако известно, что она пережила отца на 19 лет.
Сакаоглу отмечал, что в последние 5 лет жизни Рефиа боролась с кистой яичника, причинявшей ей боль, и ей потребовалось серьёзное оперативное вмешательство. 18 декабря 1879 года — за две недели до смерти — Рефиа написала старшему единокровному брату-султану Абдул-Хамиду II письмо, в котором благодарила его за то, что он позволил сделать ей операцию, и сообщила, что врачи обещали ей, что она поправится. Улучай же писал, что это был рак и Рефиа просила у брата-султана позволения удалить опухоль. Рефиа наблюдалась как у местных, так и иностранных врачей и перенесла 12 операций, после последней из которых уже не смогла оправиться. По одной из версий, Рефиа-султан умерла в воскресенье 4 января 1880 года в возрасте 38 лет в своём доме в Стамбуле. Согласно другой — она скончалась в 1879 году. В соответствии с приказом султана Абдул-Хамида, её тело на следующий день было вывезено из дворца Дефтердарбурну, доставлено морем в Сиркеджи, где была организована похоронная процессия, и погребено в ногах могилы её матери Гюльджемаль Кадын-эфенди в Новой мечети.
После смерти бездетной Рефии остался большой долг в два миллиона курушей, коллекция из сотен письменных принадлежностей, драгоценностей, множество писем, документов и нескольких фотографий, которые были помещены на хранение во дворец Топкапы.

## Комментарии
1. ↑  Турецкие историки Недждет Сакаоглу и Чагатай Улучай писали, что Рефиа родилась в 9:50 утра в воскресенье 25 зу-ль-хиджа 1257 года по хиджре[4][2], однако они приводят разные варианты этой же даты по григорианскому календарю: Сакаоглу указал 7 февраля 1842 года[4], тогда как Улучай — 3 февраля того же года[2].
2. ↑  В одном из писем Рефиа рекомендовала сестре торговца-ростовщика, у которого постоянно занимала деньги, но который эксплуатировал и практически грабил наивных султанш[23].
3. ↑  Османист Энтони Олдерсон указывает только одну дату — 21 июля 1857 года[5].
4. ↑  Орик писал, что однажды он убедил жену, что попал в страшную беду и лекарством от этой проблемы является употребление мураббы, приготовленной из измельченного жемчуга. Он собрал весь жемчуг во дворце – от вышитого на приданом до того, что украшал грудь и уши султанши – и велел приготовить из него для себя мураббу[29].
5. ↑  Фатьма-султан, старшая сестра Рефии, также была несчастлива в первом браке и также тратила огромные суммы денег, чтобы смириться с этим[30].